# ダンテ・アリギエーリ (戦艦)
| 竣工当時の 「ダンテ・アリギエーリ」 | |
| 艦歴                                | |
| 発注                                | カステラマーレ造船所 |
| 起工                                | 1909年6月6日 |
| 進水                                | 1910年8月20日 |
| 就役                                | 1913年1月15日 |
| 退役                                | 1928年7月1日 |
| その後                              | 1928年11月にスクラップとして処分 |
| 前級                                | レジナ・エレナ級 |
| 次級                                | コンテ・ディ・カブール級 |
| 性能諸元                            | |
| 排水量                              | 基準：19,500トン、満載：21,800トン |
| 全長                                | 168.1m |
| 水線長                              | 158.2m |
| 全幅                                | 26.6m |
| 吃水                                | 8.8m |
| 機関                                | ブレシンデン式重油専焼水管缶7基 &同石炭・重油混焼水管缶16基 +パーソンズ式ギヤード・タービン3基3軸推進 |
| 最大出力                            | 32,000hp |
| 最大速力                            | 22.8ノット |
| 航続性能                            | 10ノット/4,800海里 |
| 燃料                                | 石炭：2,400トン 重油：600トン |
| 乗員                                | 970名（士官：40名、水兵：940名） |
| 兵装                                | 30.5cm（46口径）三連装砲4基 12cm（50口径）連装速射砲4基、単装速射砲12基 7.6cm（40口径）単装砲13基 45cm水中単装魚雷発射管3門                                                                               |
| 装甲                                | 舷側：200-254mm（水線部主装甲）100mm（最上甲板） 甲板：38mm 主砲塔：254mm（前盾）、238mm（側盾） バーベット部：-mm（最厚部） 副砲塔：98mm（前盾） 副砲ケースメイト：100mm（最厚部） 司令塔：275mm（側盾） |

ダンテ・アリギエーリ（Dante Alighieri）は1913年に竣工したイタリア海軍最初の弩級戦艦。オーストリア＝ハンガリー帝国海軍に対抗すべく建造した艦である。艦名はイタリアの詩人、ダンテ・アリギエーリから。

## 概要
本艦は1906年より海軍相に就任したカルロ・ミラベロ中将の指示で、1907年にエドアルド・マスデア造船総監督の設計によりまとめられ、1908年に議会に建造予算が認められてカステラマーレ造船所で建造された。
当時イギリス、日本、ドイツが製造していた巡洋戦艦よりは低速であるが装甲巡洋艦の速力に匹敵する速度で、一種の高速戦艦である。
本艦の主砲塔配置はヴィットリオ・クニベルティ造船士官の案が採用された。三連装砲塔を採用したのは世界初であり、全て中心線上に配置することで舷側にも全主砲12門の発射が可能という有力艦であった。日露戦争での壊滅から再建中であったロシア海軍の技術当局はこの主砲配置に深く関心を持ち、同種の戦艦を多数建造することとなった。しかし、本艦を建造途中にオーストリア＝ハンガリー海軍がテゲトフ級戦艦の建造を発表したために、より強力な戦艦が求められたために本艦のみとなった。
第一次世界大戦では特に目立った戦績も挙げず、1928年に除籍され解体された。

## 艦形

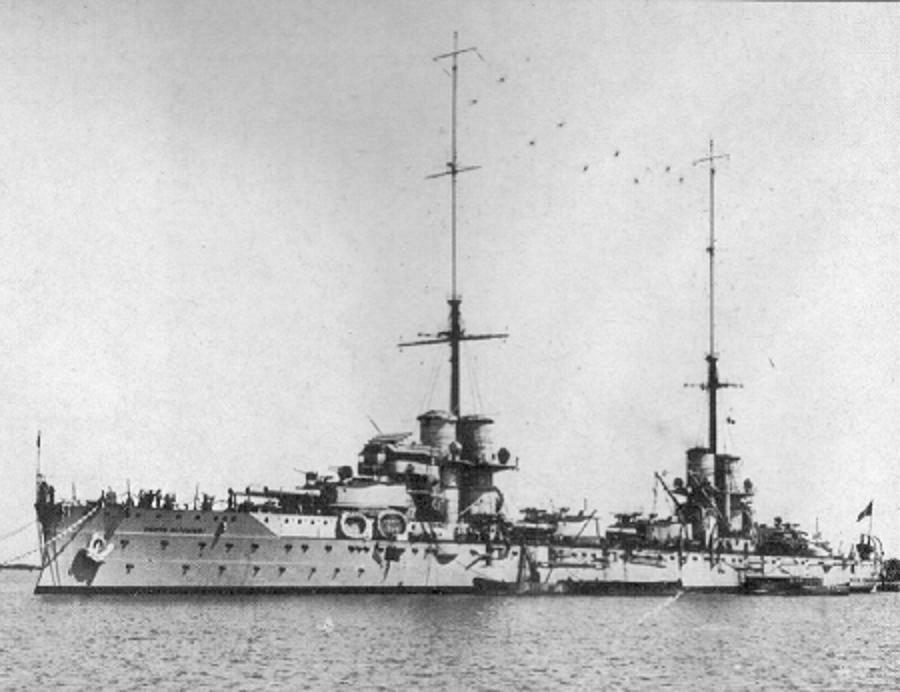
1919年に撮影された本艦。戦訓によりフランス式の三段測距儀を艦橋に装備している。

本艦の船体は艦首のみ乾舷の高い短船首楼型船体を採用していた。外観デザインは前級である前弩級戦艦「レジナ・エレナ級」を発展させた設計を採っており、簡潔でいて重厚な「鉄の城」と呼べる外観に設計されていた。
未だに水面下に衝角（ラム）のついた艦首から本艦のために新設計された「1909年型 30.5cm（46口径）砲」を新設計の三連装式主砲塔に収めて1番主砲塔1基を配置した。その後ろに司令塔を基部に持つ操舵艦橋の背後に前部2本煙突が立ち、煙突の間に簡素な単脚式の前部マストが立てられた。そこから甲板一段分下がって中央部甲板上に2番・3番主砲塔を前向きで2基を配置していた。3番主砲塔の後に間に後部マスト1本が立つ後部2本煙突が立ち、その周囲は艦載艇置き場となっており、煙突の間に片舷1基ずつ設置されたクレーンにより運用された。後部甲板上に後部司令塔と後向きで4番主砲塔が配置していた。本艦の副砲は連装式の副砲塔配置と舷側ケースメイト配置の二種類で配置され、円筒型の連装式副砲塔が1番主砲塔と艦橋の間の舷側甲板上に片舷1基ずつ配置され、「レジナ・エレナ級」と同じく船首楼甲板は副砲塔の射界を狭めないように艦首方向に向けて横幅を狭められた。それと4番主砲塔の前方に片舷1基ずつの計4基を配置していた。一方、単装砲架は前部2本煙突の両脇の舷側部に3基ずつと、後部2本煙突の両脇の舷側部に3基ずつの計12基を分散配置していた。この武装配置により艦首方向に最大で30.5cm砲3門、12cm砲4門、舷側方向で最大で30.5cm砲12門、12cm砲10門、艦尾方向に最大で30.5cm砲3門、12cm砲4門が指向できた。

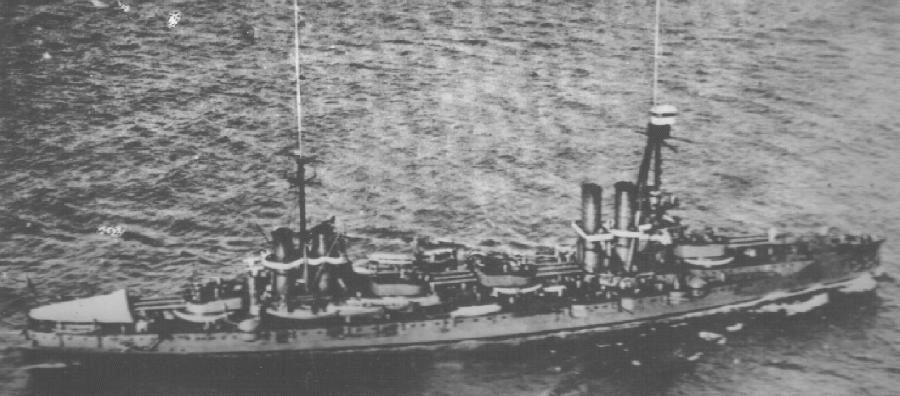
1927年に撮られた末期のダンテ・アリギエーリ

就役後の1913年にカーチス水上機1機を搭載した。1915年に7.6cm速射砲13基を撤去し、新型の1909年型 7.6cm（50口径）速射砲を単装砲架で16基、対空火器として7.6cm（50口径）高角砲を単装砲架で4基を搭載した。
1922年より戦訓に基づいて改装が行われ、外観的な物では1番・2番煙突に挟まれるように立っていた前部マストを、艦橋の基部に移動して頂上部に見張り所を持つ三脚型マストに更新した。この時に1番・2番煙突も艦橋に煤煙がかかるのを防ぐために3mほど伸ばされた。が、1923年に7.6cm（50口径）速射砲8基を撤去し、近接火器としてヴィッカーズ 4cm（39口径）ポンポン砲を単装砲架で2基を搭載した。1925年に水上機を国産のマッキ M-18型水上機に更新し、3番主砲塔上にカタパルトを搭載したが運用状況は良くはなかった。

## 武装

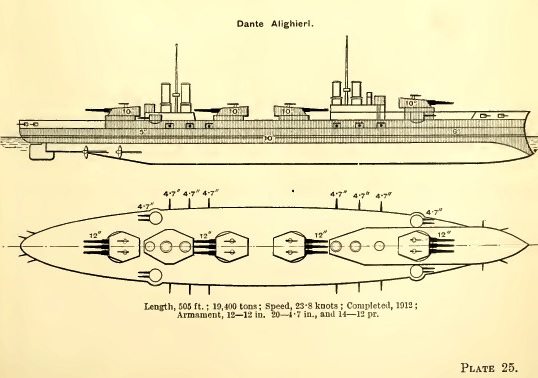
本艦の武装・装甲配置を示した図。

### 主砲塔
本艦の主砲は新設計の「1909年型 30.5cm（46口径）砲」を採用している。本艦から主砲身はアームストロング・ホイットワースナポリ支社で製造された半鋼線製。長らくのイギリスによる技術支援によりイタリアでも大口径砲の製造が可能となったが、それでもイギリス人技術者の補助と長い時間が製造に必要であった。 
その性能は重量452 kgの主砲弾を最大仰角20度で射距離24,000mまで届かせられた。発射速度は毎分2発、仰角は20度/俯角5度で動力は蒸気機関による水圧駆動であり補助に人力を必要とした。旋回角度は3連装主砲塔が左右150度の旋回角が可能であったが、実際は前後の煙突に挟まれているために死界があった。主砲塔1基に対し70～80発の主砲弾が納められたが、通常は徹甲弾40発に榴弾30発で他に訓練用砲弾であった。

### 副砲、その他備砲等
本艦の副砲は速射性を重視して同じくアームストロング・ホイットワース製の「1909年型 12cm（50口径）速射砲」を採用した。その他に対水雷艇迎撃用に「7.6cm（40口径）速射砲」を単装砲架で13基。他に対艦兵装として45cm水中魚雷発射管を1番主砲塔の側面に片舷1基ずつ2基と艦尾側に1基の計3基を装備した。

## 機関
ボイラーは自国製造のブレシンデン式だがボイラーは重油専焼水管缶を7基、次いで石炭・重油混焼水管缶16基を船体中央部の主砲塔弾薬庫を避けて前部ボイラー2室と後部ボイラー2室に分散配置された4室であった。推進機関はイタリアの主力艦としては初のタービン推進艦となり、パーソンズ式直結式タービンを高速型と低速型で1組として2組4軸推進方式となり、タービン室は上から見て二枚の縦隔壁により隔てられた3室構造であった。最大出力は32,000馬力で最大速力22.8ノットを発揮し、燃料消費量から石炭2,400トンと重油600トンを搭載した状態で10ノットで4,800海里を航行できるカタログデータであった。

## 参考図書
- 「世界の艦船増刊第22集 近代戦艦史」（海人社）
- 「世界の艦船増刊第83集 近代戦艦史」（海人社）
- 「世界の艦船増刊第41集 イタリア戦艦史」（海人社）
- 福井静夫『福井静夫著作集第1巻 日本戦艦物語I』光人社 ISBN 4-7698-0607-8